# Carjacking

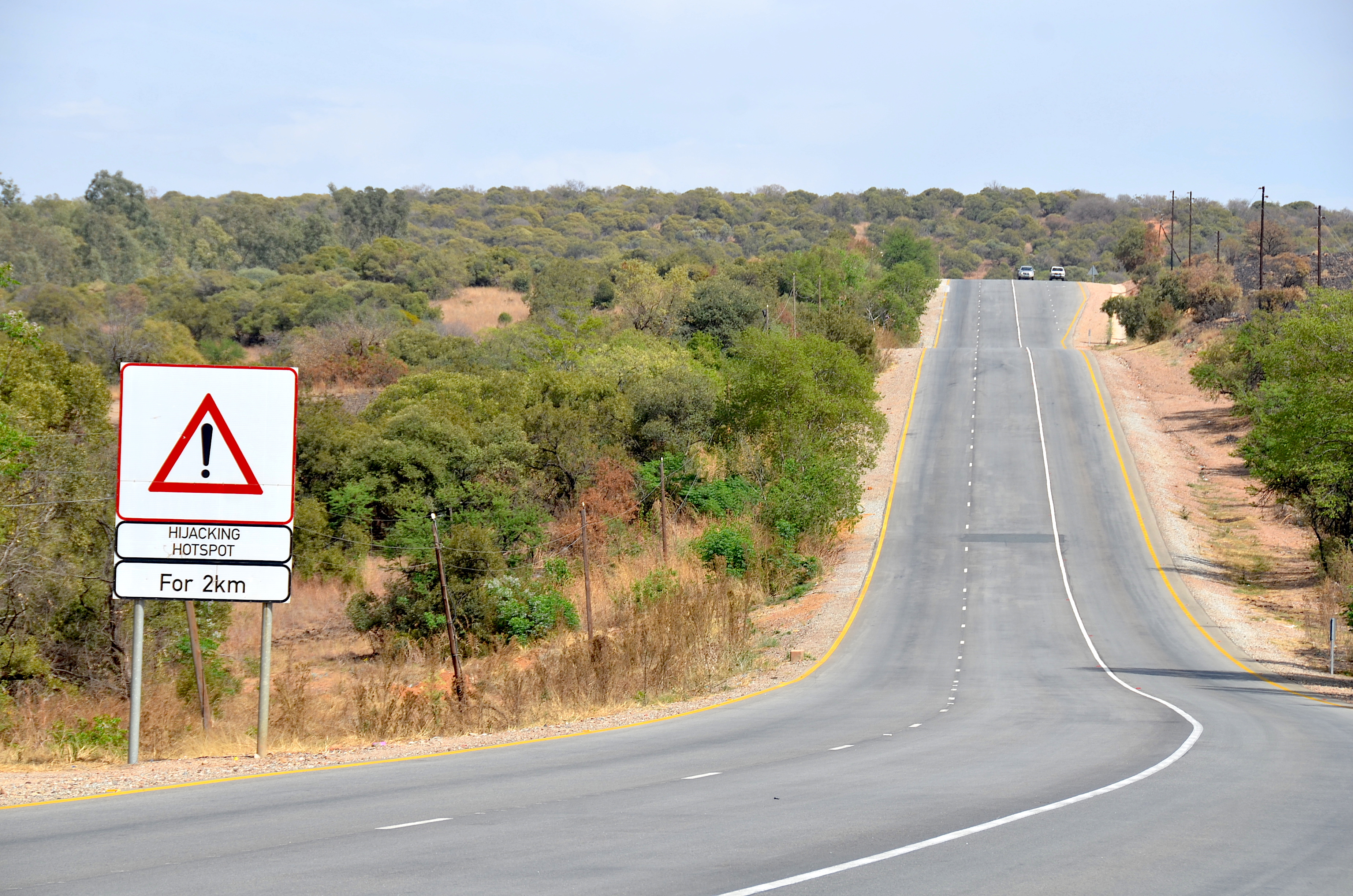
„Hijacking Hotspot“: Hinweis auf gefährliche Stelle auf der R511 in Gauteng (Südafrika)

Als Carjacking (Kofferwort aus car für „Auto“ und hijacking für „Entführung“) bezeichnet man den Raub eines Kraftfahrzeugs (in der Regel Pkw) unter Anwendung oder Androhung von Gewalt im Beisein des Besitzers.
Geprägt wurde der Begriff Anfang der 1990er Jahre von Journalisten in Detroit, als eine Welle solcher Raubüberfälle auf Autofahrer die Stadt beunruhigte. Überfälle dieser Art, bei denen die Räuber oftmals mit Waffengewalt auf den Überraschungsmoment in Alltagssituationen setzen, kommen weltweit vor. Dabei werden die Insassen beispielsweise während des Stopps an der Ampel, beim Einparken oder nach einem fingierten Unfall unter Androhung, teils auch Anwendung von Gewalt gezwungen, ihr Fahrzeug fluchtartig zu verlassen. Die Täter können so zügig mit dem noch laufenden Motor entkommen; etwaiges Eigentum der Opfer (Handtaschen, Handys etc.) verbleibt bei diesen spontanen Aktionen im Fahrzeug und wird Teil der Beute. In etwa 90 Prozent der Fälle sind die Täter bewaffnet.
Bekannte Schwerpunktländer sind Südafrika, Mosambik und Kenia sowie Länder in der Sahelzone, Süd- und Zentralamerika (besonders Mexiko und Brasilien) sowie verschiedene Länder im Nahen Osten. Aber auch in vielen Großstädten der USA ist Carjacking zu einer ernsthaften Bedrohung geworden, besonders seit der Zeit der Corona-Pandemie. Nachdem sich 2021 die Fälle in Chicago gehäuft hatten, wollten amerikanische Lokalpolitiker das Videospiel Grand Theft Auto V verbieten lassen, weil es als Ideengeber für junge Menschen zur Ausbreitung der Überfälle beigetragen haben könnte. Im deutschsprachigen Raum ist das Phänomen bisher unbedeutend. In Chile und Peru hat sich als Sonderform des Carjacking der sogenannte portonazo herausgebildet, bei dem die Räuber in der Dämmerung vor privaten Garagentoren auf heimkehrende Autos warten und die Fahrer beim Aussteigen vor ihrem Haus überfallen. Portonazos haben sich seit etwa 2013, klassisches Carjacking (encerrona, „Autofalle“), besonders durch Ausbremsen auf der Autobahn, erst seit 2019 als gängige Kriminalitätsformen in Chile verbreitet. Der Tod der fünfjährigen Tamara Moya, die am 28. Februar 2021 bei einem Carjacking-Angriff in Santiago de Chile erschossen wurde, als ihre Mutter sie vom Kindersitz nehmen wollte, um vor den Räubern zu flüchten, führte am 2. August 2022 zur Verabschiedung des auch als Ley Tamara bezeichneten Gesetzes Nr. 21.483 durch den chilenischen Kongress, mit dem die Strafbarkeit von Gewalttaten verschärft wurde, deren gezielte oder zufällige Opfer Minderjährige oder Behinderte sind.
In betroffenen Gebieten entstand ein größer werdender Bedarf an Sonderschutzfahrzeugen der mittleren Widerstandsklasse (B4/VR4). In Südafrika entwickelten Erfinder 1998 gegen das dort als hijacking bezeichnete Phänomen einen Flammenwerfer, der unter das Fahrzeug montiert wurde und vor bewaffneten Angreifern schützen sollte, die sich dem Wagen von der Seite nähern. Südafrika galt zu dieser Zeit als der weltweite Hotspot von Carjacking-Überfällen. Das System war umstritten, aber in Südafrika legal; es wurde drei Jahre lang produziert, konnte sich aber unter anderem wegen der hohen Anschaffungskosten und praktischer Nachteile nicht durchsetzen. Inzwischen gelten Trackingsysteme als Mittel der Wahl auch gegen gewaltsame Autodiebstähle, und von Widerstand gegen die Hijacker wird in Südafrika strikt abgeraten. Besonders gefährdete Verkehrsbereiche werden seit Bekanntwerden des Phänomens von den Behörden besonders beobachtet und gesichert.
In den USA war ein unbewaffneter Carjacking-Angriff von Jugendlichen auf den 19-jährigen ehemaligen D.O.G.E.-Mitarbeiter Edward Coristine und seine Freundin am Morgen des 3. August 2025 in der Innenstadt von Washington, D.C. Anlass für Präsident Donald Trump, unter dem Vorwand der Kriminalitätsbekämpfung die begrenzte Selbstverwaltung des District of Columbia aufzuheben und ohne Zustimmung der Stadtregierung die Nationalgarde der Vereinigten Staaten nach Washington zu schicken und die örtliche Polizei unter Bundeskontrolle zu stellen. Die Maßnahmen, die Trump ohne Zustimmung des Kongresses über die zulässige Höchstfrist von 30 Tagen hinaus aufrechterhalten möchte, werden als Versuch gewertet, die Stadt zum Experimentierfeld für militarisierte Verbrechensbekämpfung zu machen, wie sie Trump auch andernorts in den Vereinigten Staaten umsetzen möchte.